# Pim Heuvel

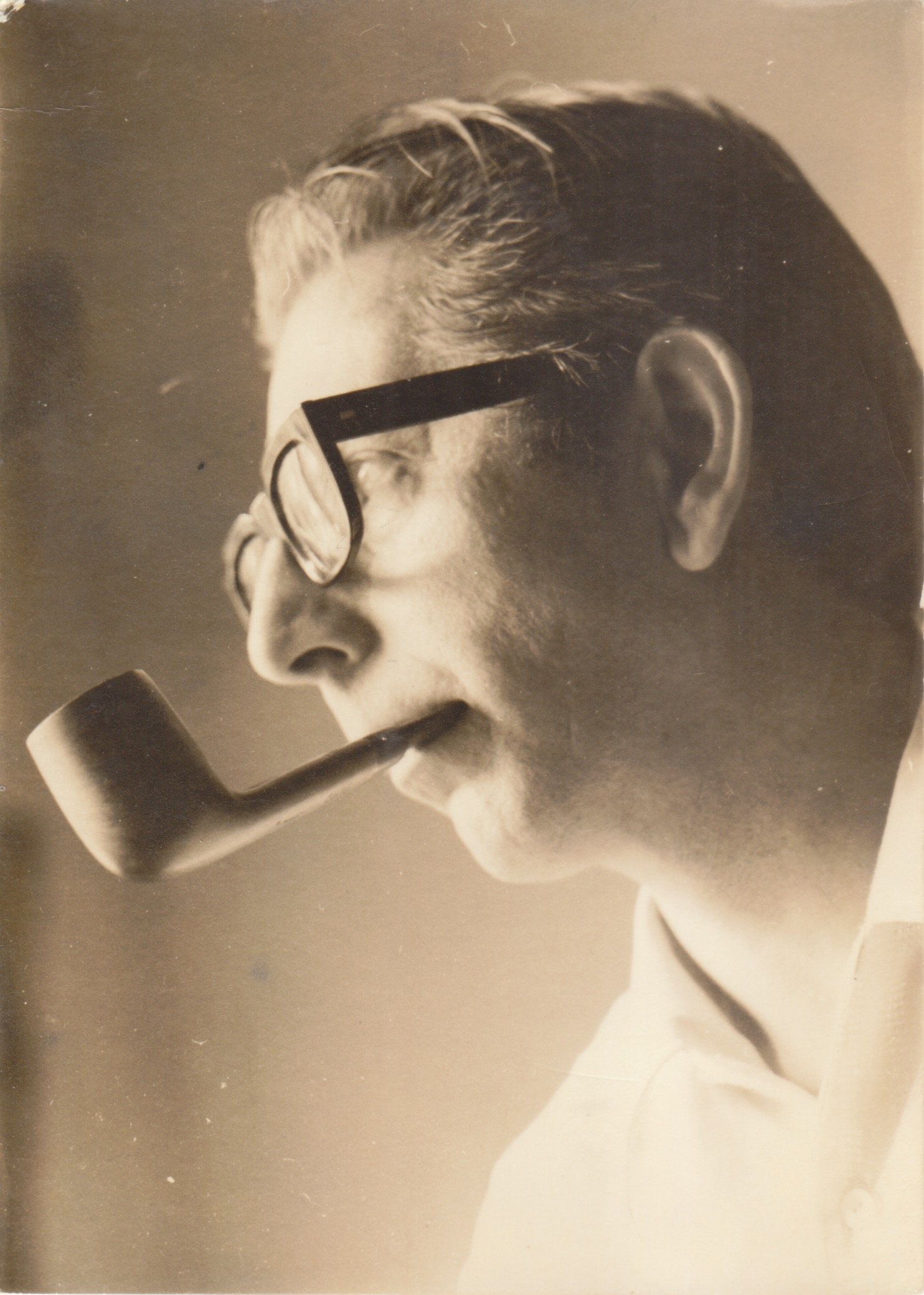
Pim Heuvel

Willem Frederik (Pim) Heuvel (Scheveningen, 28 april 1926 – Curaçao, 6 februari 2011) was een Nederlands neerlandicus en literatuurcriticus. Hij behoorde tot de eerste generatie critici die serieus aandacht begonnen te besteden aan de literatuur van het Nederlands-Caraïbisch gebied, in zijn geval in het bijzonder aan die van de Antillen.

## Leven
Pim Heuvel werd geboren in 1926 als kind van Herman Jozef Heuvel en Wilhelmina Frederika Pabst. Zijn vader werkte als ambtenaar in Den Haag, zijn moeder was tot aan haar huwelijk kantoormedewerkster in dezelfde stad. Pim was het derde kind uit een gezin van zes: drie jongens en drie meisjes, waarvan twee tweelingen.
Zijn jeugd en zijn studententijd bracht Heuvel in Den Haag door. In de Tweede Wereldoorlog zat hij ondergedoken thuis onder de vloer en op een boerderij in Friesland. In de hongerwinter heeft hij veel honger geleden, waar hij later met afschuw over sprak.
Mede vanwege de chaos van de Tweede Wereldoorlog koos Pim Heuvel voor de MULO in plaats van de HBS. Door ziekte van zijn moeder moest hij als kind samen met zijn broers en zussen een paar keer in een internaat verblijven. Pim die van gezelligheid hield, was zeer ‘ongelukkig’ in deze periode. Vaak zei hij dat volwassenen niet begrepen hoe ongelukkig een kind kan zijn. En daarom koos hij voor het beroep van onderwijzer om kinderen ‘gelukkig’ te maken. Hij ging naar de Kweekschool en na voltooiing van zijn opleiding in 1946 begon zijn carrière als onderwijzer op scholen in het westen en jaren later in het oosten van Nederland. Meteen aan het begin van zijn onderwijscarrière in 1946 liep hij tuberculose op samen met een paar kinderen in zijn klas. Hij kuurde vier jaar in Zevenaar in het oosten van het land. Op het einde van die vier jaar moest zijn linkerlong worden weggehaald. Zijn ademhalingswegen en zijn andere long bleven de rest van zijn leven gezond. 
In 1956 verhuisde hij naar Curaçao, waar hij werkte als onderwijzer en leraar. Hij was daar een zogenaamde uitgezonden leerkracht die na de eerste zes jaar een vast contract kreeg. Op Curaçao haalde hij ook de L.O.-aktes Frans en Duits en MO-A Nederlands. 
Pim Heuvel was van 1956 tot 1978 gehuwd met Theodora J.M.M. Meijer, uit dit huwelijk werd in 1957 een zoon geboren: Jeroen Heuvel, die later eveneens als literatuurcriticus werkzaam zou zijn. Van 1979 tot aan zijn overlijden was Pim Heuvel gehuwd met Jesusita U. (Ita) Nicolas.
In 1975 remigreerde hij. In Nederland behaalde hij eerst de akte MO-B Nederlands en in 1987 zijn doctoraaldiploma Nederlands, met een doctoraalscriptie getiteld ‘Raadsels van kristal, Opmerkingen bij de gedichtenbundel Episoden van J.M. Eustatia'. Na zijn pensionering gaf hij nog vijf jaar Nederlands in een TBS-kliniek in Utrecht. In 1996 moest hij echter hiermee stoppen vanwege een herseninfarct gevolgd door verschillende tia’s. 
In 2003 vestigde hij zich opnieuw in Curaçao, waar hij tot aan zijn overlijden bleef wonen. Hij overleed in 2011 aan dikkedarmkanker met de complicatie herseninfarct.

## Literair-kritische activiteiten
De eerste 19 jaar van zijn verblijf op Curaçao verzorgde Pim Heuvel een boekenrubriek voor de radio en schreef hij recensies over literatuur en toneel in een plaatselijke krant, de Amigoe di Curaçao. Op Aruba werden zijn recensies door Ron Marugg in een radiorubriek gebruikt. Zijn literatuurkritische activiteiten leidden ook tot een aantal tijdschriftartikelen en boekuitgaven, alleen of samen met anderen geschreven. Zo schreef hij in 1987 voor het Kritisch Literatuur Lexicon het lemma over Tip Marugg. Over Frank Martinus Arion schreef hij in Drie Curaçaose schrijvers in veelvoud, Boeli van Leeuwen, Tip Marugg, Frank Martinus Arion (red. Maritza Coomans-Eustatia e.a.; Zutphen: De Walburg Pers, 1991).
Met Cola Debrot was Pim Heuvel een van de eersten die zich toelegden op de studie van de Nederlands-Antilliaanse letteren.
In de jaren negentig van de 20ste eeuw schreef hij poëziebesprekingen voor de literaire website Meander in de rubriek ‘Klassiekers’.
Pim Heuvel heeft in de loop der jaren een aantal korte verhalen geschreven die hij echter nooit heeft gepubliceerd. Hij verzamelde ook ‘100 - 1 Schoolfragmenten uit de Nederlandse letterkunde van de twintigste eeuw’ [honderd min één], maar heeft die collectie nooit gepubliceerd.

## Publicaties
- Autonoom; Nederlandstalige literatuur op de Antillen. (samen met C.G.M. Smit). Rotterdam: Flamboyant/P, 1975.
- Met eigen stem; Herkenningspunten in de letterkunde van de Nederlandse Antillen en Aruba. (samen met Freek van Wel). Assen/Maastricht: Van Gorcum, 1989. [Gewijzigde herdruk van de gelijknamige titel uit 1980, samengesteld door Andries van der Wal en Freek van Wel.]
- Iets van licht, Br. Amator. (samen met Yvonne van Emmerik). Dongen: Broeders van Dongen, 1990.
- Mijn jeugd op Curaçao; herinneringen aan de jaren twintig/dertig. (met M.A. Visman). Leersum: ICS Nederland, 1996.
- Erwtjes blazen naar de zon; Over het lezen van moderne poëzie. Leiden: Stichting Internationaal Forum voor Afrikaanse en Nederlandse Taal en Letteren; Dimensie, 1999.